# Napaea zikani
Napaea zikani is een vlindersoort uit de familie van de prachtvlinders (Riodinidae), onderfamilie Riodininae.
Napaea zikani werd in 1923 beschreven door Stichel.